# Segunda División de España 1996-97
La temporada 1996–97 de la Segunda División de España de fútbol corresponde a la 66.ª edición del campeonato y se disputó entre el 31 de agosto de 1996 y el 15 de junio de 1997 en su fase regular. Posteriormente se disputó la promoción de ascenso entre el 25 de junio y el 29 de junio.
El campeón de Segunda División fue el CP Mérida.

## Sistema de competición
La Segunda División de España 1996/97 fue organizada por la Liga de Fútbol Profesional (LFP).
El campeonato contó con la participación de 20 clubes y se disputó siguiendo un sistema de liga, de modo que todos los equipos se enfrentaron entre sí, todos contra todos en dos ocasiones -una en campo propio y otra en campo contrario- sumando un total de 38 jornadas. El orden de los encuentros se decidió por sorteo antes de empezar la competición.
Los dos primeros clasificados ascendieron directamente a Primera División, mientras que el tercer clasificado disputó la promoción de ascenso ante el decimoctavo clasificado de la máxima categoría en eliminatoria directa a doble partido.
Los cuatro últimos clasificados descendieron directamente a Segunda División B.

## Clubes participantes
| Datos de ascensos y descensos con respecto a la temporada anterior |
| --- |
| Albacete Balompié, CP Mérida y UD Salamanca descienden de Primera División. Hércules CF, CD Logroñés y CF Extremadura ascienden a Primera División. Athletic Club "B", Getafe CF y Atlético Marbella descienden a Segunda División B. También desciende el Sestao SC pero desaparece por motivos económicos. Atlético de Madrid "B", UD Las Palmas, Levante UD y CD Orense ascienden a Segunda División. |

| Equipo                         | Ciudad                     | Estadio                      |
| ------------------------------ | -------------------------- | ---------------------------- |
| Albacete Balompié              | Albacete                   | Carlos Belmonte              |
| Almería Club de Fútbol         | Almería                    | Antonio Franco Navarro       |
| Club Atlético de Madrid "B"    | Madrid                     | Estadio Municipal de El Soto |
| Club Deportivo Badajoz         | Badajoz                    | El Vivero                    |
| Fútbol Club Barcelona "B"      | Barcelona                  | Mini Estadi                  |
| Deportivo Alavés               | Vitoria                    | Mendizorroza                 |
| Écija Balompié                 | Écija                      | San Pablo                    |
| Sociedad Deportiva Eibar       | Éibar                      | Ipurúa                       |
| Unión Deportiva Las Palmas     | Las Palmas de Gran Canaria | Insular                      |
| Club Deportivo Leganés         | Leganés                    | Luis Rodríguez de Miguel     |
| Levante Unión Deportiva        | Valencia                   | Nou Estadi                   |
| Unió Esportiva Lleida          | Lérida                     | Camp d'Esports               |
| Real Madrid Club de Fútbol "B" | Madrid                     | Ciudad Deportiva             |
| Real Club Deportivo Mallorca   | Palma de Mallorca          | Lluís Sitjar                 |
| Club Polideportivo Mérida      | Mérida                     | Municipal                    |
| Club Deportivo Orense          | Orense                     | O Couto                      |
| Club Atlético Osasuna          | Pamplona                   | El Sadar                     |
| Unión Deportiva Salamanca      | Salamanca                  | Helmántico                   |
| Club Deportivo Toledo          | Toledo                     | Salto del Caballo            |
| Villarreal Club de Fútbol      | Villarreal                 | El Madrigal                  |

## Clasificación
| Pos. | Equipo                    | Pts. | PJ | G  | E  | P  | GF | GC | Dif. | Clasificación                 |
| ---- | ------------------------- | ---- | -- | -- | -- | -- | -- | -- | ---- | ----------------------------- |
| 1    | C. P. Mérida (C, A)       | 72   | 38 | 21 | 9  | 8  | 57 | 35 | +22  | Ascenso a Primera División    |
| 2    | U. D. Salamanca (A)       | 71   | 38 | 20 | 11 | 7  | 72 | 33 | +39  | Ascenso a Primera División    |
| 3    | R. C. D. Mallorca (A)     | 70   | 38 | 20 | 10 | 8  | 59 | 38 | +21  | Acceso a Promoción de ascenso |
| 4    | Albacete Balompié         | 66   | 38 | 19 | 9  | 10 | 51 | 32 | +19  |                               |
| 5    | S. D. Eibar               | 66   | 38 | 17 | 15 | 6  | 44 | 26 | +18  |                               |
| 6    | C. D. Badajoz             | 60   | 38 | 15 | 15 | 8  | 38 | 26 | +12  |                               |
| 7    | U. D. Las Palmas          | 52   | 38 | 13 | 13 | 12 | 54 | 46 | +8   |                               |
| 8    | C. D. Leganés             | 52   | 38 | 13 | 13 | 12 | 43 | 39 | +4   |                               |
| 9    | Levante U. D.             | 50   | 38 | 13 | 11 | 14 | 53 | 46 | +7   |                               |
| 10   | Villarreal C. F.          | 48   | 38 | 13 | 9  | 16 | 38 | 52 | −14  |                               |
| 11   | U. E. Lleida              | 48   | 38 | 12 | 12 | 14 | 48 | 41 | +7   |                               |
| 12   | Atlético de Madrid "B"    | 47   | 38 | 12 | 11 | 15 | 57 | 61 | −4   |                               |
| 13   | Deportivo Alavés          | 47   | 38 | 12 | 11 | 15 | 43 | 47 | −4   |                               |
| 14   | C. D. Toledo              | 45   | 38 | 12 | 9  | 17 | 37 | 53 | −16  |                               |
| 15   | C. D. Orense              | 44   | 38 | 11 | 11 | 16 | 35 | 46 | −11  |                               |
| 16   | C. A. Osasuna             | 44   | 38 | 11 | 11 | 16 | 34 | 42 | −8   |                               |
| 17   | Almería C. F. (D)         | 41   | 38 | 9  | 14 | 15 | 40 | 51 | −11  | Descenso a Segunda División B |
| 18   | Real Madrid C. F. "B" (D) | 41   | 38 | 11 | 8  | 19 | 40 | 69 | −29  | Descenso a Segunda División B |
| 19   | F. C. Barcelona "B" (D)   | 34   | 38 | 7  | 13 | 18 | 40 | 63 | −23  | Descenso a Segunda División B |
| 20   | Écija Balompié (D)        | 30   | 38 | 7  | 9  | 22 | 27 | 64 | −37  | Descenso a Segunda División B |

 Fuente: BDFútbol
Criterios de clasificación: Puntos · Enfrentamientos directos · Diferencia de goles · Goles a favor · Play-off

## Resultados
| Local \ Visitante      | ALV | ALB | ALM | ATM | BAD | BAR | ECI | EIB | LAS | LEG | LEV | LLE | MLL | MER | ORE | OSA | RMA | SAL | TOL | VIL |
| ---------------------- | --- | --- | --- | --- | --- | --- | --- | --- | --- | --- | --- | --- | --- | --- | --- | --- | --- | --- | --- | --- |
| Deportivo Alavés       | —   | 0–2 | 1–1 | 0–1 | 1–0 | 0–1 | 4–0 | 1–3 | 1–1 | 2–0 | 0–2 | 3–1 | 2–3 | 0–0 | 0–0 | 0–1 | 5–3 | 0–4 | 1–0 | 2–1 |
| Albacete Balompié      | 1–1 | —   | 1–0 | 1–0 | 0–0 | 0–1 | 2–0 | 1–0 | 1–1 | 0–1 | 1–0 | 0–1 | 3–2 | 1–0 | 2–0 | 2–1 | 2–2 | 1–2 | 2–1 | 2–0 |
| Almería C. F.          | 1–0 | 1–1 | —   | 1–1 | 1–0 | 2–2 | 0–1 | 0–1 | 0–0 | 3–2 | 0–2 | 2–0 | 2–1 | 1–3 | 2–3 | 0–3 | 3–0 | 2–2 | 2–0 | 0–0 |
| Atlético de Madrid "B" | 1–2 | 1–3 | 0–0 | —   | 1–1 | 2–2 | 1–1 | 0–1 | 1–2 | 1–2 | 2–1 | 1–0 | 4–1 | 3–1 | 0–1 | 3–3 | 3–0 | 1–1 | 3–2 | 0–1 |
| C. D. Badajoz          | 2–0 | 0–0 | 0–0 | 4–4 | —   | 2–0 | 1–0 | 0–0 | 2–0 | 1–0 | 1–1 | 0–0 | 3–1 | 0–1 | 0–0 | 0–1 | 1–1 | 0–1 | 2–1 | 0–0 |
| F. C. Barcelona "B"    | 2–3 | 1–4 | 3–2 | 2–2 | 1–0 | —   | 2–1 | 3–3 | 1–2 | 0–1 | 2–1 | 0–0 | 1–2 | 0–1 | 1–1 | 0–0 | 1–2 | 1–3 | 1–1 | 2–2 |
| Écija Balompié         | 1–1 | 0–2 | 0–1 | 0–1 | 1–2 | 1–1 | —   | 0–2 | 0–0 | 2–1 | 0–0 | 3–1 | 0–2 | 0–2 | 1–1 | 2–0 | 0–2 | 0–0 | 1–1 | 2–1 |
| S. D. Eibar            | 1–0 | 1–0 | 1–1 | 1–1 | 0–0 | 1–0 | 3–0 | —   | 0–0 | 0–0 | 2–0 | 2–0 | 1–2 | 2–2 | 2–0 | 1–1 | 1–1 | 0–0 | 1–0 | 2–0 |
| U. D. Las Palmas       | 1–1 | 3–1 | 1–1 | 6–0 | 2–2 | 2–1 | 2–1 | 2–0 | —   | 2–0 | 4–2 | 1–1 | 2–2 | 1–2 | 2–0 | 3–1 | 3–4 | 1–1 | 1–2 | 0–0 |
| C. D. Leganés          | 0–0 | 2–1 | 3–0 | 0–1 | 0–0 | 2–2 | 4–1 | 1–2 | 1–0 | —   | 1–1 | 3–2 | 0–1 | 1–1 | 5–0 | 2–0 | 0–1 | 1–1 | 0–0 | 1–1 |
| Levante U. D.          | 0–1 | 0–0 | 2–2 | 3–2 | 2–2 | 4–0 | 0–2 | 0–1 | 2–1 | 3–3 | —   | 0–0 | 1–2 | 1–0 | 2–1 | 2–1 | 5–1 | 2–2 | 5–1 | 2–1 |
| U. E. Lleida           | 0–0 | 0–3 | 0–1 | 5–1 | 3–0 | 0–0 | 4–0 | 2–1 | 2–0 | 4–0 | 2–1 | —   | 1–1 | 0–0 | 3–0 | 0–0 | 4–0 | 3–1 | 1–1 | 1–2 |
| R. C. D. Mallorca      | 3–1 | 1–1 | 3–2 | 2–1 | 0–2 | 2–0 | 2–1 | 1–1 | 3–0 | 3–0 | 1–0 | 0–0 | —   | 1–1 | 1–1 | 0–0 | 4–0 | 2–1 | 4–0 | 2–0 |
| C. P. Mérida           | 3–2 | 4–0 | 3–3 | 3–2 | 2–0 | 5–1 | 1–1 | 2–1 | 2–0 | 2–0 | 1–1 | 0–2 | 2–1 | —   | 0–0 | 2–1 | 1–0 | 1–0 | 3–1 | 4–0 |
| C. D. Orense           | 0–1 | 2–0 | 1–0 | 1–1 | 0–1 | 2–1 | 1–3 | 1–2 | 2–0 | 1–1 | 1–3 | 1–0 | 0–0 | 2–0 | —   | 1–0 | 1–2 | 1–3 | 0–1 | 4–0 |
| C. A. Osasuna          | 1–1 | 1–1 | 2–1 | 0–3 | 0–1 | 1–0 | 3–0 | 0–0 | 1–1 | 0–0 | 1–0 | 3–0 | 1–0 | 0–1 | 1–1 | —   | 2–0 | 0–3 | 0–1 | 4–1 |
| Real Madrid C. F. "B"  | 1–0 | 0–3 | 2–1 | 0–3 | 1–3 | 1–0 | 2–1 | 3–3 | 0–2 | 0–3 | 0–1 | 2–2 | 0–1 | 4–0 | 0–2 | 2–0 | —   | 0–0 | 0–1 | 1–1 |
| U. D. Salamanca        | 2–1 | 1–2 | 3–0 | 4–2 | 0–1 | 3–0 | 4–0 | 0–1 | 4–2 | 0–1 | 1–1 | 3–0 | 3–1 | 1–0 | 1–1 | 5–0 | 3–0 | —   | 3–1 | 2–1 |
| C. D. Toledo           | 1–1 | 0–4 | 1–1 | 2–0 | 0–1 | 2–2 | 4–0 | 0–0 | 0–3 | 0–1 | 1–0 | 3–2 | 0–0 | 1–0 | 2–0 | 1–0 | 2–1 | 0–2 | —   | 1–2 |
| Villarreal C. F.       | 2–4 | 1–0 | 2–0 | 1–3 | 0–3 | 0–2 | 3–0 | 1–0 | 1–0 | 0–0 | 2–0 | 2–1 | 0–1 | 0–1 | 2–1 | 1–0 | 1–1 | 2–2 | 3–1 | —   |

## Promoción de ascenso
En la promoción de ascenso jugó el RCD Mallorca como tercer clasificado. Sus rival fue el Rayo Vallecano como decimoctavo clasificado de Primera División.
La promoción se jugó a doble partido a ida y vuelta con los siguientes resultados:
| 25 de junio de 1997 | RCD Mallorca | 1:0     | Rayo Vallecano | Estadio Lluís Sitjar, Palma de Mallorca                             |                                                                     |
|                     | Barbero 17'  | Reporte |                | Asistencia: 25.000 espectadores Árbitro(s): Brito Arceo (Tinerfeño) | Asistencia: 25.000 espectadores Árbitro(s): Brito Arceo (Tinerfeño) |

| 29 de junio de 1997 | Rayo Vallecano            | 2:1     | RCD Mallorca | Estadio de Vallecas, Madrid                                           |                                                                       |
|                     | Klimowicz 38' Cortijo 86' | Reporte | Carlitos 58' | Asistencia: 14.000 espectadores Árbitro(s): Gracia Redondo (Aragonés) | Asistencia: 14.000 espectadores Árbitro(s): Gracia Redondo (Aragonés) |

| Asciende a Primera División RCD Mallorca |

## Trofeo Pichichi
Trofeo que otorga el Diario Marca al máximo goleador de la Segunda División.
| #   | Jugador          | Equipo                      | Goles |
| --- | ---------------- | --------------------------- | ----- |
| 1º  | Yordi            | Club Atlético de Madrid "B" | 19    |
|     | Pedro Pauleta    | UD Salamanca                | 19    |
| 3º  | Paniagua         | UD Almería                  | 16    |
| 4º  | Quique Martín    | CP Mérida                   | 15    |
|     | César Brito      | UD Salamanca                | 15    |
| 6º  | Turu Flores      | UD Las Palmas               | 14    |
|     | Aquino           | Albacete Balompié           | 14    |
| 8º  | Moisés           | CD Leganés                  | 13    |
|     | Constantin Galca | RCD Mallorca                | 13    |
|     | Michael Obiku    | RCD Mallorca                | 13    |
| 11º | Irurzun          | Real Madrid CF "B"          | 12    |

## Otros premios

### Trofeo Zamora
Emilio López Fernández, guardameta del Club Deportivo Badajoz, consiguió el trofeo al portero menos goleado encajando 22 goles en 36 partidos (0,61). Para optar al premio fue necesario disputar 60 minutos en, como mínimo, 28 partidos.

### Trofeo Guruceta
Premio otorgado por el Diario Marca al mejor árbitro del torneo.
 Miguel Carlos Román González

## Resumen
Campeón de Segunda División:
| - Club Polideportivo Mérida |

Ascienden a Primera División:
| - Club Polideportivo Mérida | - Unión Deportiva Salamanca | - Real Club Deportivo Mallorca |

Descienden a Segunda División B: 
| - Almería Club de Fútbol | - Real Madrid Club de Fútbol "B" | - Fútbol Club Barcelona "B" | - Écija Balompié |